# Хачатрян, Левон Аршавирович
Лево́н Аршави́рович Хачатря́н (3 мая 1941 — 17 декабря 2002) — художник, художник-мультипликатор.

## Биография
Левон Аршавирович Хачатрян родился 3 мая 1941 года в Ереване (Армения), в семье иллюзиониста Аршавира Хачатряна (сценическое имя — Аршо). Начал рисовать в раннем детстве.
В 1962 году окончил с красным дипломом Ереванское художественное училище.
В 1967 году, вопреки воле родителей, уехал в Москву поступать на художественный факультет Всесоюзного государственного института кинематографии (ВГИК).
В 1968 году познакомился со своей будущей женой, Ларисой Мясниковой; в 1970 году родилась дочь Мария.
В 1973 году, по окончании ВГИКа, вернулся в Ереван и работал на студии «Арменфильм». За три года было снято четыре мультипликационных фильма, два из них — в сотрудничестве с Робертом Саакянцем, одним из лучших аниматоров Армении. Выступал также автором сценария и режиссёром.
В 1975 году окончательно переехал к семье в Москву и начал работать на киностудии «Союзмультфильм». За семь лет в свет вышло восемь мультфильмов, среди которых «Бобик в гостях у Барбоса» и две первых серии «Простоквашино». Знаменитый экранный образ почтальона Печкина — единственный, полностью созданный Левоном Хачатряном (другие персонажи были в большей или меньшей степени «подправлены» режиссером). Прообразом «оригинальной» мамы дяди Федора (в первой серии трилогии) стала жена художника, Лариса.
Параллельно занимался книжной и журнальной графикой, карикатурой. С 1983 года — свободный художник-график. Многим запомнились иллюстрации Левона Хачатряна к сказке Эно Рауда «И снова Муфта, Полботинка и Меховая Борода» в журнале «Пионер» (1980), к рассказам Солженицына, Нагибина, Распутина и других в журнале «Огонёк» эпохи перестройки.
В 1990-е перебивался небольшими заказами от малоизвестных изданий и иллюстрациями к новым книгам Эдуарда Успенского о Простоквашино. Бесконечные «пёсы и коты», по словам художника, давно ему надоели, но позволяли выживать в трудное время. Иллюстрации к книге Кира Булычёва «Принцы в башне», созданные по личной просьбе писателя, стали одной из последних работ Левона Хачатряна. Великолепные концептуальные работы художника, во многом опередившие свое время, так и остались неизвестными публике: в советскую эпоху подобное творчество не поощрялось, а в 1990-е стране было не до современного искусства.
Ушёл из жизни 17 декабря 2002 года. Похоронен на Миусском кладбище.

## Фильмография
- 1973 — Непобедимый. «Арменфильм».
- 1974 — Как медвежата китов кормили. «Арменфильм».
- 1974 — Шлёпанцы Абу-Гасана. «Арменфильм».
- 1975 — Лентяй. «Арменфильм».
- 1976 — Слушается дело о… Не очень комическая опера
- 1976 — Сэмбо
- 1977 — Бобик в гостях у Барбоса
- 1978 — Обыкновенное чудо («Фитиль» № 196)
- 1978 — Трое из Простоквашино
- 1979 — Мужчины и женщины («Фитиль» № 205)
- 1979 — Волшебный ящик («Фитиль» № 211)
- 1980 — Каникулы в Простоквашино
- 1981 — Приключения Васи Куролесова
- 1981 — Телетренаж («Фитиль» № 226)
- 1982 — Бедокуры